# Eutelsat 7B
O Eutelsat 7B (anteriormente chamado de Eutelsat W3D e Eutelsat 3D) é um satélite de comunicação geoestacionário europeu construído pela Thales Alenia Space e de propriedade da Eutelsat, empresa com sede em Paris. O satélite foi baseado na plataforma Spacebus 4000 e sua vida útil estimada é de 15 anos.

## História
A Eutelsat contratou a Thales Alenia Space em dezembro de 2010 para construir o satélite Eutelsat W3D como um substituto para o satélite Eutelsat W3B que teve problemas em órbita e foi declarado perda total.
Seu nome foi alterado em 1 de março de 2012, quando a Eutelsat adotou uma nova designação para sua frota de satélites, todos os satélites do grupo assumiram o nome Eutelsat associada à sua posição orbital e uma letra que indica a ordem de chegada nessa posição, então o satélite Eutelsat W3D recebeu o nome Eutelsat 7B. Posteriormente o Eutelsat 7B foi rebatizado para Eutelsat 3D, quando foi transferido para a posição orbital de 3 graus leste. Em setembro de 2014, o nome Eutelsat 7B e a posição de 7 graus leste foram restabelecidos.

## Lançamento
O satélite foi lançado com sucesso ao espaço no dia 14 de maio de 2013 às 16:02 UTC, por meio de um veículo Proton-M/Briz-M a partir do Cosmódromo de Baikonur, no Cazaquistão. Ele tinha uma massa de lançamento de 5.470 kg.

## Capacidade e cobertura
O Eutelsat 7B é equipado com 56 transponders em banda Ku e banda Ka. O Satélite W3D vai entregar três zonas de cobertura chave: Um alto poder de cobertura de banda Ku na Europa com um feixe centrado sobre a Europa Central e Turquia, especialmente otimizado para recepção Direct-to-Home (DTH), ampla cobertura em toda a Europa, Norte da África e no Oriente Médio e da Ásia Central, através de um feixe de banda Ku para transmissões profissionais de vídeo e redes de dados e cobertura de banda Ku da África Sub-Saariana e Ilhas do Oceano Índico para telecomunicações regionais e serviços de Internet. Interligação com a Europa também será possível com a cobertura Africano através de uma combinação de frequências de banda Ka na Europa e frequências banda Ku na África.